# Вольтьер (лунный кратер)
Кратер Вольтьер (лат. Woltjer) — крупный ударный кратер в северном полушарии обратной стороны Луны. Название присвоено в честь голландского астронома Яна Вольтьера (1891—1946) и утверждено Международным астрономическим союзом в 1970 г. Образование кратера относится к позднеимбрийскому периоду.

## Описание кратера
Ближайшими соседями кратера являются кратер Монгольфье, примыкающий к кратеру Вольтьер на севере; кратер Столетов на востоке; кратер Кулик на юго-востоке и кратер Шнеллер на юго-западе. Селенографические координаты центра кратера 44°52′ с. ш. 159°50′ з. д. / 44,87° с. ш. 159,83° з. д., диаметр 44,5 км, глубина 2,3 км.
Кратер является сравнительно молодым и вследствие этого незначительно разрушен, вал кратера четко очерчен и имеет близкую к циркулярной форму. Внутренний склон вала имеет следы обрушения, обрушившиеся породы образовали осыпь в южной части. Средняя высота вала кратера над окружающей местностью 1090 м, объем кратера составляет приблизительно 1650 км³. Дно чаши пересеченное, в чаше расположено два невысоких хребта и центральный пик. Вместе с прилегающим кратером Монгольфье и его сателлитными кратерами на севере кратер напоминает отпечаток кошачьей лапы.

## Сателлитные кратеры

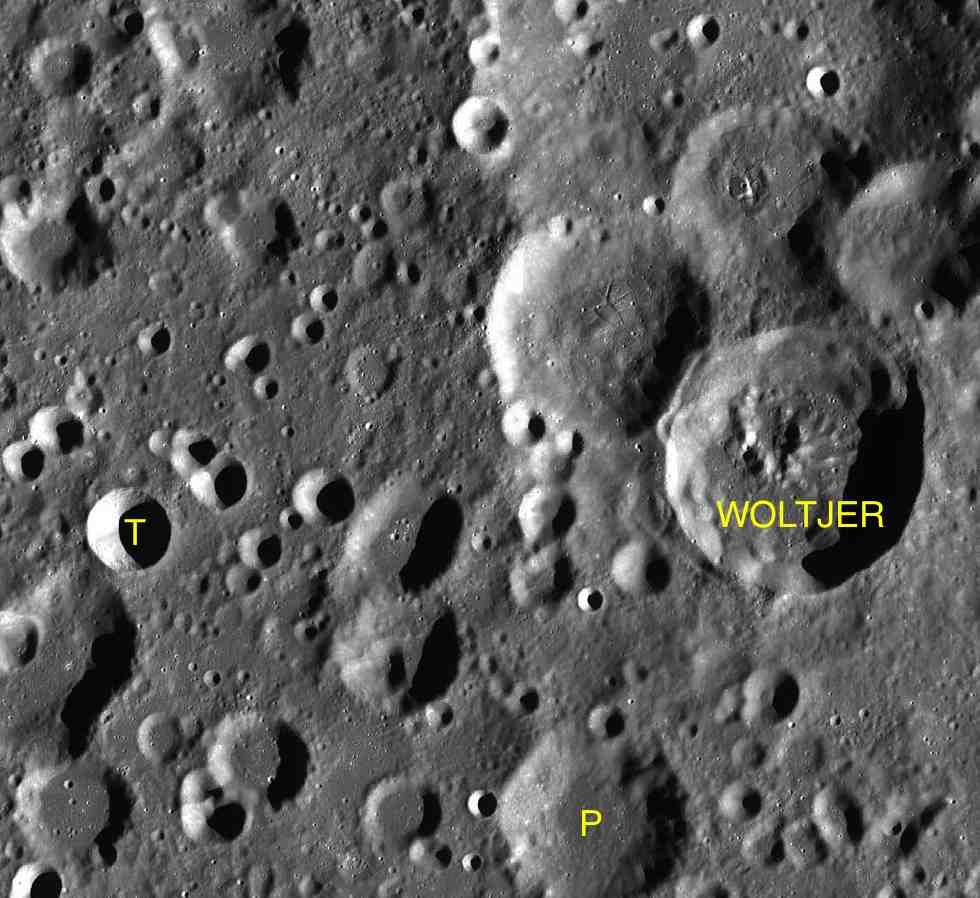
Фрагмент карты LAC-33.

| Вольтьер | Координаты                                              | Диаметр, км |
| -------- | ------------------------------------------------------- | ----------- |
| P        | 42°56′ с. ш. 161°36′ з. д. / 42,94° с. ш. 161,6° з. д.  | 31,9        |
| T        | 44°44′ с. ш. 165°03′ з. д. / 44,74° с. ш. 165,05° з. д. | 13,9        |